# Imagine (album)
Imagine là album phòng thu thứ hai của ca sĩ - nhạc sĩ John Lennon. Được thu âm và phát hành vào năm 1971, album bao gồm những ca khúc nhẹ nhàng hơn, hợp với thị yếu công chúng hơn và ít tính avant-garde hơn so với những sản phẩm trước của anh, nhất là album solo đầu tay vô cùng thành công, John Lennon/Plastic Ono Band. Đây được coi là album nổi tiếng nhất và tiêu biểu nhất cho sự nghiệp solo của Lennon. Năm 2012, Imagine được xếp ở vị trí số 80 trong danh sách "500 album vĩ đại nhất" của tạp chí Rolling Stone.

## Thu âm và sản xuất
Dù hầu hết các bản thu gốc của album được Lennon thực hiện tại Ascot Sound Studios ở Tittenhurst Park, tuy nhiên các phần thu cùng nhạc cụ thì lại được anh ghi tại Record Plant ở New York, với dàn dây và phần saxophone của King Curtis. Cũng như album trước, Phil Spector cũng được mời tới tham gia cùng Lennon và Ono, và một trong những cộng tác viên từ thời The Beatles, Klaus Voormann, cũng tham gia trong phần chơi bass. Các phần hậu kỳ của album, như chỉnh hiệu ứng cho vài ca khúc, được quay lại và xuất hiện trong bộ phim Gimme Some Truth: The Making of John Lennon's Imagine.
Những ca khúc đầu tiên như "It's So Hard" và "I Don't Want to Be a Soldier, Mama, I Don't Want to Die" được ghi vào tháng 2 năm 1971 tại Abbey Road Studios, song song với quá trình thu âm ca khúc "Power to the People" của Lennon (có nguồn cho rằng ở Ascot). Trong những nghệ sĩ được mời có tay trống Jim Gordon, người vừa chia tay với ban nhạc Derek and the Dominos. Bản hát lại ca khúc năm 1958 của ban nhạc The Olympics có tên "Well (Baby Please Don't Go)" sau này có trong John Lennon Anthology cũng được thu cùng đợt này. Lennon đã định thâu lại ca khúc "I Don't Want to Be a Soldier" song lúc đó quá trình thực hiện album không thể bị đình trệ được nữa.
Cuối tháng 6, album được thu âm hoàn thiện tại Ascot Sound. Lennon có được sự hỗ trợ của Nicky Hopkins, các thành viên của Badfinger, Alan White và cả Jim Keltner. George Harrison cũng đóng góp phần lead guitar trong khá nhiều ca khúc – một công việc hợp tác mà anh tranh thủ trước khi tổ chức chương trình The Concert for Bangladesh.
Ca khúc tiêu đề "Imagine" trở thành ca khúc bất hủ của John Lennon và được coi là bản thánh ca cho mọi hoạt động hòa bình thế giới. "Jealous Guy" cũng là một ca khúc nổi tiếng: nó có tên ban đầu là "Child of Nature" được anh sáng tác từ chuyến đi Ấn Độ của ban nhạc The Beatles từ thời kỳ Album trắng. "Oh My Love" và "How?" lấy cảm hứng từ phương pháp điều trị nguyên cơ: "How?" ("như thế nào?") là câu hỏi mà anh vẫn thường được nghe trong các quá trình trị liệu của việc điều trị, trong khi "Oh My Love" được viết qua niềm vui và tiến triển của Lennon qua quá trình điều trị.
Lennon thể hiện tình yêu của mình với rock 'n' roll thông qua "Crippled Inside" và "It's So Hard". "Gimme Some Truth", từng được thể hiện một vài phần trong quá trình thực hiện Let It Be vào năm 1969, xuất hiện trong album với một đoạn chuyển mới.
Imagine được thu âm trong một giai đoạn đặc biệt khi đang có những khủng hoảng lớn giữa Lennon và cựu thành viên của The Beatles – Paul McCartney, bắt đầu từ việc The Beatles tan rã và McCartney dành phần thắng trong vụ kiện bản quyền sáng tác tại Toà án tối cao. Harrison đoán rằng một nửa ca khúc của album, nhất là ca khúc "How Do You Sleep?", là câu trả lời của vợ chồng Lennon-Ono cho những lời công kích từ McCartney trong album Ram (tháng 5 năm 1971). Cho dù Lennon vẫn nói suốt những năm 70 rằng anh viết "How Do You Sleep?" là để kể về bản thân, thì tới năm 1980, anh đã phải thừa nhận: "Tôi đã dành hết những tức giận vào Paul... không xấu xa thì cũng đầy thù hằn. Tôi nhét đầy tức giận với Paul và The Beatles vào ca khúc "How Do You Sleep?". Những ý nghĩ đó vẫn luôn luẩn quẩn trong đầu tôi..."
Ca khúc cuối cùng của album là "Oh Yoko!". EMI muốn đưa nó thành đĩa đơn, song Lennon cho rằng nó "pop" quá.

## Phát hành

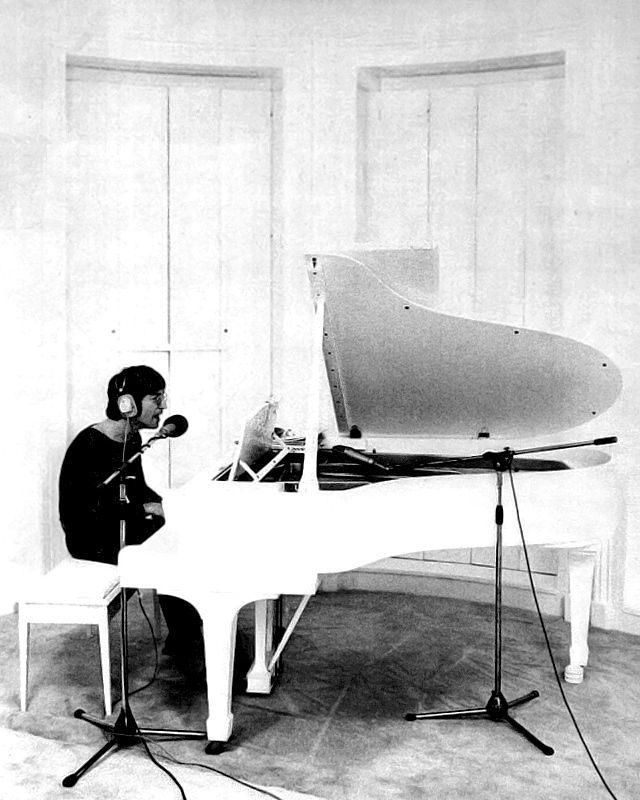
Bìa tạp chí Billboard năm 1971 giới thiệu album.

Album được phát hành ngày 9 tháng 9 năm 1971 tại Mỹ và 1 tháng sau, ngày 8 tháng 10 tại Anh. Những bản LP đầu tiên có theo kèm những tấm ảnh thiệp hình Lennon có bế một con lợn con – một hành động châm biếm với bức ảnh của Paul McCartney với chú cừu ở bìa album Ram. Đây cũng là bản gốc của phần âm thanh 4-kênh. Ảnh bìa phía trước và sau đều được chụp bởi Yoko Ono. Ono có nói trong cuốn sách Grapefruit (Lennon là người quảng bá về nó tại Anh) về phần bìa mặt sau: "Hãy tưởng tượng từng đám mây đang hạ xuống. Bạn đào một cái hố và cố nhét tất cả vào."
Năm 2000, Ono là người quyết định thực hiện quá trình chỉnh âm lại album. Ấn bản năm 2003 được thực hiện bởi Mobile Fidelity Sound Lab với một CD vàng, cùng với đó là một ấn bản đĩa than. Một bản chỉnh âm khác được làm vào năm 2010. Ngày 23 tháng 10 năm 2010, Imagine có mặt trong trò chơi điện tử Rock Band 3.

## Danh sách ca khúc
Tất cả các ca khúc được viết bởi John Lennon, những sáng tác khác được ghi chú bên.
| Mặt A | Mặt A                                                     | Mặt A      |
| STT   | Nhan đề                                                   | Thời lượng |
| ----- | --------------------------------------------------------- | ---------- |
| 1.    | "Imagine"                                                 | 3:01       |
| 2.    | "Crippled Inside"                                         | 3:47       |
| 3.    | "Jealous Guy"                                             | 4:14       |
| 4.    | "It's So Hard"                                            | 2:25       |
| 5.    | "I Don't Want to Be a Soldier, Mama, I Don't Want to Die" | 6:05       |

| Mặt B | Mặt B                     | Mặt B      |
| STT   | Nhan đề                   | Thời lượng |
| ----- | ------------------------- | ---------- |
| 6.    | "Gimme Some Truth"        | 3:16       |
| 7.    | "Oh My Love" (Lennon−Ono) | 2:50       |
| 8.    | "How Do You Sleep?"       | 5:36       |
| 9.    | "How?"                    | 3:43       |
| 10.   | "Oh Yoko!"                | 4:20       |

## Thành phần tham gia sản xuất
Theo phần bìa của Imagine:
- John Lennon – hát chính, guitar acoustic và guitar điện, piano, harmonica, huýt sáo.
- George Harrison – guitar điện, dobro.
- Klaus Voormann – bass, contrabass (trong "Crippled Inside").
- Nicky Hopkins – piano, piano điện.
- Alan White – trống, tingsha, vibraphone.
- Jim Keltner – trống.
- Jim Gordon – trống trong "It's So Hard".
- John Barham – harmonium, vibraphone.
- King Curtis – saxophone trong "It's So Hard" và "I Don't Want to Be a Soldier, Mama, I Don't Want to Die".
- Joey Molland, Tom Evans – guitar acoustic trong "I Don't Want to Be a Soldier, Mama, I Don't Want to Die".
- John Tout – guitar acoustic, piano.
- Ted Turner, Rod Linton, Andy Davis – guitar acoustic.
- Dàn nhạc giao hưởng New York (ghi dưới tên "The Flux Fiddlers") – dàn nhạc dây.
- Phil Spector – hát nền.
- Michael Pinder – sắc xô.
- Steve Brendell – bass, maracas.

Theo phần ghi chép tại tạp chí Disc and Music Echo số ngày 2 tháng 10 năm 1971.

## Đánh giá
| Đánh giá chuyên môn | Đánh giá chuyên môn |
| Nguồn đánh giá      | Nguồn đánh giá      |
| Nguồn               | Đánh giá            |
| ------------------- | ------------------- |
| Allmusic            | [ 12 ]              |
| Robert Christgau    | (A)                 |
| Rolling Stone       | (lẫn lộn)           |
| MusicHound          | [ 15 ]              |

Sau khi album được phát hành, tạp chí Rolling Stone có viết  "nó mang những thứ chính yếu nhất của thứ âm nhạc hay", nhưng cho rằng album trước đó tốt hơn hẳn, cùng với đó là lời mỉa mai "thái độ của nó nếu không phải là thiểu năng thì cũng là vô hồn".
Album có được vị trí số 1 tại nhiều bảng xếp hạng trên toàn thế giới qua nhiều nhà phân phối, trong khi ca khúc tiêu đề thì có được vị trí số 3 tại Mỹ (tận 4 năm sau, đĩa đơn "Imagine" mới được phát hành tại Anh qua album tổng hợp của Lennon Shaved Fish).
Bộ phim cùng tên được phát hành vào năm 1972, trong đó ngoài các ca khúc có trong album còn bổ sung thêm một số ca khúc thu âm ngoài dự án.

## Tôn vinh
Trong bài phỏng vấn vào tháng 11 năm 1970 tại tạp chí Melody Maker, Paul McCartney đánh giá cao Imagine, cho rằng nó thực sự ấn tượng hơn nhiều so với album trước của Lennon (Lennon phản pháo lại trong cùng bài viết, rằng album là một "Working Class Hero" đối với những kẻ bảo thủ).
Cũng như ca khúc tiêu đề, Imagine chỉ thực sự được biết tới nhiều sau cái chết đột ngột của Lennon vào cuối năm 1980. Album trở lại các bảng xếp hạng vào đầu năm 1981, đạt vị trí số 3 tại Na Uy, 5 tại Anh, 34 tại Thụy Điển và 63 tại Mỹ. Tháng 2 năm 2000, bản chỉnh âm cũng có được vị trí số 11 tại Nhật. Tháng 10 năm 2010, nó cũng trở lại Billboard 200 và đạt vị trí 88.
Cây piano của Record Plant mà Lennon từng sử dụng trong rất nhiều ca khúc của album được bán đấu giá vào năm 2007.

## Xếp hạng
| Bảng xếp hạng (1971)                   | Vị trí cao nhất |
| -------------------------------------- | --------------- |
| Australian Kent Music Report Chart     | 1               |
| Canadian RPM Albums Chart              | 2               |
| Dutch Mega Albums Chart                | 1               |
| French SNEP Albums Chart               | 5               |
| Italian Albums Chart                   | 1               |
| Japanese Oricon LP Chart               | 1               |
| Norwegian VG-lista Albums Chart        | 1               |
| UK Albums Chart                        | 1               |
| US Billboard 200                       | 1               |
| West German Media Control Albums Chart | 10              |

| Bảng xếp hạng (1972)    | Vị trí cao nhất |
| ----------------------- | --------------- |
| Australian Albums Chart | 13              |
| Italian Albums Chart    | 6               |
| Japanese Albums Chart   | 13              |
| Bảng xếp hạng (1981)    | Vị trí cao nhất |
| UK Albums Chart         | 73              |